# Formica elongata
Formica elongata är en myrart som beskrevs av Fabricius 1787. Formica elongata ingår i släktet Formica och familjen myror. Inga underarter finns listade i Catalogue of Life.